# Estado de Occidente
Estado de Occidente era uno Stato della Repubblica Messicana formato dagli attuali Stati di Sinaloa e Sonora. Il 31 ottobre del 1825 venne promulgata la Costituzione Politica dello Stato Libero di Occidente (Constitución Política del Estado Libre de Occidente), anche se la Costituzione Federale del 1824 lo riconosceva con il nome di Sonora y Sinaloa. La capitale era la città di El Fuerte ed era diviso in cinque dipartimenti:
- Arizpe
- Horcasitas
- El Fuerte
- Culiacán
- San Sebastián

Mappa dellEstado de Occidente.

Il primo governatore dello Stato fu il sonorense Juan Miguel Riesgo Pielli.
A causa dei contrasti tra la popolazione dei due Stati, il 14 ottobre 1830 il parlamento messicano divise lo Stato di Occidente negli Stati di Sonora e Sinaloa.